# Núria Mediavilla
Núria Fernández Quesada, més coneguda com a Núria Mediavilla, és una actriu de doblatge i locutora de publicitat catalana.
Va començar doblant personatges des de vora els set anys; amb nou anys va posar la veu a Shirley Temple en castellà a la pel·lícula The Little Colonel. Ha sigut la veu habitual d'actrius com Angelina Jolie (en castellà a Maleficent), Helena Bonham Carter (en els papers en català i castellà de la bruixa Jenny a Big Fish, de Nellie Lovett a Sweeney Todd i d'Elisabet Bowles-Lyon a El discurs del rei), Uma Thurman (fent de La núvia de Kill Bill en els dos idiomes), Nicole Kidman (en castellà a Moulin Rouge!), Rachel Weisz (doblant el paper en castellà de Tània Txernova a Enemic a les portes) i Kate Winslet (en català i castellà a Hamlet i en castellà a Titanic), a banda de Jodie Foster, Jennifer Connelly, Winona Ryder, Cate Blanchett, Juliette Binoche i Cameron Diaz.
A més, va doblar Milla Jovovich a El cinquè element, i es va responsabilitzar del paper de Galàdriel a la trilogia d'El Senyor dels Anells, tant en català com en castellà. També ha interpretat personatges animats com l'Arale Norimaki en la seva primera veu en català de Dr. Slump, la Sophie d'Inspector Gadget, la Fiona de Shrek i la Dory de Buscant en Nemo.
A banda del doblatge i la locució, ha treballat també com a actriu de teatre, televisió i ràdio. A finals de la dècada del 1980 va formar part del programa Cinc i acció del Club Super3. Des de 2011 imparteix classes i tallers de veu i doblatge.
És filla de Pepe Mediavilla i germana de José Luis Mediavilla, tots dos també actors de doblatge.